# Plazmaferézis
A plazmaferezis egy nem specifikus orvosi kezelési módszer, több betegségben is sikeresen alkalmazzák. A beteg hetente néhány alkalommal egy speciális teremben fekszik, a vérét egy szűrőberendezésen engedik át, majd visszajuttatják a betegbe. A szűrőberendezés azokat az antitesteket távolítja el a vérből, melyek támadják a szervezetet.

## A plazma fogalma
A vér sejtekből és vérplazmából (röviden: plazmából) áll. A plazma 90%-ban vizet, 10%-ban ionokat és szerves vegyületeket (plazmafehérjéket is) tartalmaz. A főbb plazmafehérjék az albumin, a globulinok és a véralvadási faktorok.

## Aferezis
A kifejezés egy görög szóból származik, ami elvonást jelent. Az olyan vérfeldolgozási eljárások összefoglaló neve, mely során speciális afereziskészülékkel valamely vérkomponens kigyűjtésre, vagy cserére kerül a többi vérkomponens visszaadása mellett.

## Plazmaferezis
A plazmaferezis az aferezis egyik formája, mely során a vérből a plazmát távolítjuk el az alakos elemek visszaadása mellett. Történhet terápiás, vagy vérkészítési előállítási céllal.

Az első plazmaferezist John Abel és munkatársai alkalmazták nephrectomizált kutyákon, majd 1960-ban P.J. Schwab és J.L. Fahey emberen plasma hyperviscositas syndroma miatt.

## Az eljárás menete
a vérkomponensek szétválasztása centrifugális, filtrációs elven vagy kettő kombinációját alkalmazó készülékkel lehetséges. A centrifugális erő hatására a centrifugatéren belül a vér rétegekre válik szét: kívül a vörösvérsejtréteg, belül a plazma, a kettő között alakul ki a határréteg, vagy más néven buffy coat. Ez utóbbi a thrombocytákat és a fehérvérsejteket tartalmazza. Kisebb centrifugális erő esetén a thrombocyták többsége a plazmában marad. Az egyes rétegek perisztaltikus pumpák útján hagyják el a centrifugateret. Itt az eltávolítani nem kívánt komponenseket a készülék egyesíti, szükség esetén szubsztitúciós oldattal (Fiziológiás só-, kolloid, albuminoldat, és/vagy vörösvérsejt- thrombocytakoncentrátum, friss fagyasztott plazma) kiegészítve a beteg/donor keringésébe visszajuttatja.
A centrifugatérben levő forgó szerelék geometriája készülékenként és sokszor aferezistípusonként is változik. A legújabb, 4. generációs készülékek teljesen automatizált aferezisprogramokkal vannak ellátva, ezáltal az operátor függősége minimálisra csökkent, a donor és a beteg biztonsága erősen megnövekedett. 

## Terápiás aferezis
A gondolat, hogy a betegségek a vér eltávolításával orvosolhatók, több évezredre nyúlik vissza. A phlebotomia elterjedt gyakorlat volt az ősi Mezopotámiában, Egyiptomban, a görög, maja és azték kultúrában is. Az első vércserét Morawitz végezte kutyán 1906-ban. A terápiás aferezis a donoraferezisekhez hasonlóan sejt- és plazmaferezisekre bontható.
 A terápiás aferezisek célja valamilyen kóros anyag eltávolítása a vérből, mely lehet auto/alloantitest, immunkomplex, paraprotein, egyéb fehérje, anyagcseretermék, endogén/exogén toxin vagy valamilyen kóros sejt.
A terápiás aferezist olyan betegeknél alkalmazzák, akiknek a betegsége a vérben található valamely komponenssel (plazmakomponenssel vagy valamely kóros sejttel) hozható összefüggésbe és ahol a hagyományos kezelés eredménytelen.

## A plazmacsere fogalma
A plazmacsere afereziskészülékkel történő terápiás célú plazmaeltávolítás, amelynek során körülbelül azonos mennyiségű pótló folyadék kerül visszaadásra.

## A szelektív plazmaferezis
A szelektív plazamferezis mindazon terápiás plazmaferezisek összefoglaló neve, amelyek során a szeparált plazmából a kóros plazmakomponenst valamilyen módszerrel eltávolítják, majd az így megtisztított plazma többi részét – az alakos elemekkel együtt –  visszajuttatják a szervezetbe.

## Donorplazmaferezis
A donorplazmaferezis célja megfelelő mennyiségű és minőségű plazma eltávolítása vérkészítmény előállítás céljából, vagy alapanyag előállítása gyári frakcionáláshoz (albumin, immunglobulin alvadási faktor előállítás).

## A plazmaadásra alkalmas személyek
Plazmaadásra alkalmas személy minden olyan egészséges egyén, aki teljes véradásra alkalmas. A donoroktól levett plazmát, vagy közvetlenül betegek kezelésére használják fel (Friss Fagyasztott Plazma), vagy frakcionálásra kerül és gyógyszer készül belőle (alvadási faktorok, albumin, immunglobulin).  Hazai előírások szerint egy donor évente maximum 45 alkalommal donálhat, két donáció között minimum 72 órának kell eltelnie.

## Leggyakoribb mellékhatásai
- urticaria (csalánkiütés) –  kalcium adására általában megszűnik;
- előfordulhatnak egyéb súlyosabb szövődmények is. [pontosabban?]